# با حرف زدن آرومم کن
«با حرف زدن آرومم کن» تک‌آهنگی از هنرمند اهل استرالیا تروی سیوان است که در ۲۶ مه ۲۰۱۶ منتشر شد.